# Championnat de France féminin de rugby à XV de 2e division 2021-2022
Navigation
Élite 2 2020-2021 Élite 2 2022-2023
Le championnat de France féminin de rugby à XV de 2e division 2021-2022 ou Élite 2 2021-2022 se déroule de octobre 2021 à juin 2022.

## Participants
| \| Bruges-Blanquefort Clermont-Ferrand Dax Dijon Limoges Narbonne Perpignan La Rochelle Valkyries Normandie RC RCVRGP \| Localisation des clubs (2021-2022) |
| Bruges-Blanquefort Clermont-Ferrand Dax Dijon Limoges Narbonne Perpignan La Rochelle Valkyries Normandie RC RCVRGP                                          |

Pour la saison 2021-2022, l'Élite 2 est constitué de la façon suivante :
- Huit clubs du championnat Élite 2 2020-2021 :
  - Entente sportive Bruges Blanquefort
  - Rugby Clermont La Plaine
  - Union sportive dacquoise
  - RF Dijon Bourgogne
  - USA Limoges
  - RC Narbonne
  - USAP XV féminin
  - Stade rochelais
- Un club relégué du championnat Élite 1 2020-2021 :
  - RC La Valette Le Revest La Garde Le Pradet
- Une équipe née d'une nouvelle coopération entre l'Ovalie caennaise et AS Rouen UC :
  - Valkyries Normandie rugby clubs

## Résumé des résultats

### Phase régulière
La compétition se déroule sous la forme de d'une poule unique de 10 équipes en matchs « aller-retour ».
Les clubs classés de la 1re à la 4e place sont qualifiés pour les demi-finales qui se déroulent sur le terrain des équipes les mieux classées.
Le club classé à la 10e place du classement à l'issue de la phase qualificative est relégué en Fédérale 1 Féminine pour la saison 2022-2023.

### Classement de la phase régulière
| Rang | Club                                           | J  | V  | N | D  | Bo | Bd | Pm  | Pe  | Diff | Pts |
| ---- | ---------------------------------------------- | -- | -- | - | -- | -- | -- | --- | --- | ---- | --- |
| 1    | Valkyries Normandie RC                         | 17 | 17 | 0 | 0  | 9  | 0  | 536 | 89  | +447 | 77  |
| 2    | Stade rochelais                                | 18 | 16 | 0 | 2  | 11 | 0  | 472 | 115 | +357 | 75  |
| 3    | USAP XV féminin                                | 18 | 12 | 0 | 6  | 8  | 1  | 457 | 226 | +231 | 57  |
| 4    | USA Limoges                                    | 17 | 9  | 0 | 8  | 6  | 3  | 413 | 230 | +183 | 45  |
| 5    | RC La Valette Le Revest La Garde Le Pradet (R) | 15 | 8  | 0 | 7  | 2  | 0  | 196 | 195 | +1   | 34  |
| 6    | Rugby Clermont La Plaine                       | 18 | 6  | 0 | 12 | 2  | 4  | 195 | 349 | -154 | 30  |
| 7    | RC Narbonne                                    | 18 | 6  | 0 | 12 | 0  | 2  | 117 | 349 | -232 | 26  |
| 8    | US Dax                                         | 18 | 6  | 0 | 12 | 1  | 2  | 168 | 475 | -307 | 27  |
| 9    | RF Dijon Bourgogne                             | 18 | 4  | 0 | 14 | 2  | 4  | 190 | 332 | -142 | 22  |
| 10   | ES Bruges Blanquefort                          | 17 | 3  | 0 | 14 | 0  | 2  | 103 | 487 | -384 | 14  |

|  | Qualifiés pour les demi-finales   |
|  | Relégués en Fédérale 1            |
|  | R : relégué 2021 • P : promu 2021 |

Classement après préréquation
1. Valkyries Normandie RC - 84.52 points
2. Stade rochelais - 78 points
3. USAP XV féminin - 57 points
4. USA Limoges - 50.35 points
5. RC La Valette Le Revest La Garde Le Pradet - 41.39 points
6. Rugby Clermont La Plaine - 33 points
7. RC Narbonne - 26 points
8. US Dax - 25 points
9. RF Dijon Bourgogne - 22 points
10. ES Bruges Blanquefort - 12.82 points

### Phase finale
|  | Demi-finales                                                 | Demi-finales                            |                        |    | Finale                                      | Finale                                      |
|  | Demi-finales                                                 | Demi-finales                            |                        |    | Finale                                      | Finale                                      |
|  |                                                              |                                         |                        |    |                                             |                                             |
|  | 22 mai 2022 au Stade Jean-Mermoz, Rouen                      | 22 mai 2022 au Stade Jean-Mermoz, Rouen |                        |    | 4 juin 2022 au Stade Lesdiguières, Grenoble | 4 juin 2022 au Stade Lesdiguières, Grenoble |
|  | 22 mai 2022 au Stade Jean-Mermoz, Rouen                      | 22 mai 2022 au Stade Jean-Mermoz, Rouen |                        |    | 4 juin 2022 au Stade Lesdiguières, Grenoble | 4 juin 2022 au Stade Lesdiguières, Grenoble |
|  | [1] Valkyries Normandie RC                                   | 38                                      |                        |    | 4 juin 2022 au Stade Lesdiguières, Grenoble | 4 juin 2022 au Stade Lesdiguières, Grenoble |
|  | [1] Valkyries Normandie RC                                   | 38                                      |                        |    | 4 juin 2022 au Stade Lesdiguières, Grenoble | 4 juin 2022 au Stade Lesdiguières, Grenoble |
|  | [4] USA Limoges                                              | 0                                       |                        |    | 4 juin 2022 au Stade Lesdiguières, Grenoble | 4 juin 2022 au Stade Lesdiguières, Grenoble |
|  | [4] USA Limoges                                              | 0                                       | Valkyries Normandie RC | 8  |                                             |                                             |
|  | 22 mai 2022 à la Plaine des Jeux Colette Besson, La Rochelle |                                         | Valkyries Normandie RC | 8  |                                             |                                             |
|  |                                                              | Stade rochelais                         | 7                      |    |                                             |                                             |
|  | [2] Stade rochelais                                          | Stade rochelais                         | 7                      | 33 |                                             |                                             |
|  | [2] Stade rochelais                                          |                                         |                        | 33 |                                             |                                             |
|  | [3] USAP XV féminin                                          | 13                                      |                        |    |                                             |                                             |
|  | [3] USAP XV féminin                                          | 13                                      |                        |    |                                             |                                             |

### Match d'accession
Le vainqueur de la rencontre est qualifié en Élite 1 pour la saison 2022-2023 tandis que le perdant est reversé en Élite 2.
| 12 juin 2022 13 h | Valkyries Normandie RC | 0 - 33 | Lons Section paloise | Stade Jean-Bouin, Évreux |
| 12 juin 2022 13 h |                        |        |                      | Stade Jean-Bouin, Évreux |
| 12 juin 2022 13 h |                        |        |                      | Stade Jean-Bouin, Évreux |

## Résultats détaillés

### Phase qualificative
| Résultats (▼dom., ►ext.)                   | BRU  | CLE   | DAX   | DIJ   | LIM   | NAR   | PER   | ROC   | VAL   | VNO   |
| ES Bruges Blanquefort                      | —    | 7-9   | 24-12 | 20-11 | 0-25  | 0-3   | 7-32  | 6-28  | -     | 0-57  |
| Rugby Clermont La Plaine                   | 31-0 | —     | 42-7  | 18-5  | 11-5  | 8-13  | 0-38  | 8-21  | 15-0  | 14-25 |
| US Dax                                     | 26-5 | 7-3   | —     | 3-0   | 8-17  | 5-0   | 24-17 | 5-43  | 7-8   | 0-55  |
| RF Dijon Bourgogne                         | 30-5 | 15-13 | 21-22 | —     | 12-19 | 14-0  | 8-24  | 0-26  | 7-12  | 8-29  |
| USA Limoges                                | 69-0 | 54-8  | 57-3  | 38-8  | —     | 33-0  | 15-26 | 5-21  | 34-19 | 12-17 |
| RC Narbonne                                | 5-15 | 8-3   | 24-19 | 19-5  | 9-8   | —     | 7-31  | 0-26  | 10-26 | 0-43  |
| USAP XV féminin                            | 43-7 | 40-0  | 41-6  | 8-26  | 31-10 | 47-13 | —     | 12-28 | 12-0  | 11-22 |
| Stade rochelais                            | 36-0 | 23-3  | 57-8  | -     | 36-5  | 22-6  | 24-12 | —     | 25-0  | 5-15  |
| RC La Valette Le Revest La Garde Le Pradet | 22-7 | 35-9  | 25-0  | 22-10 | -     | 7-0   | 7-19  | 3-19  | —     | 21-10 |
| Valkyries Normandie RC                     | 48-0 | 46-0  | 36-6  | 25-0  | 21-7  | 37-0  | 22-13 | 17-3  | -     | —     |

- Victoire à domicile
- Match nul
- Victoire à l'extérieur